# Xures
Xures ist eine französische Gemeinde mit 92 Einwohnern (Stand 1. Januar 2022) im Département Meurthe-et-Moselle in der Region Grand Est (bis 2015 Lothringen). Sie gehört zum Arrondissement Lunéville und zum Gemeindeverband Pays du Sânon.

## Geografie
Die Gemeinde Xures liegt auf 240 m Meereshöhe, etwa auf halbem Weg zwischen Nancy und Sarrebourg und etwa 20 Kilometer nordöstlich von Lunéville. Im Norden und Osten grenzt das Gebiet der Gemeinde an das Département Moselle.
Das Gemeindeareal umfasst einen Abschnitt des oberen Sânon-Tales. Parallel zum Sânon verläuft der Rhein-Marne-Kanal. Das südliche Drittel des knapp 7 km² großen Gemeindegebietes ist bewaldet (Bois de Xures). Nach Süden und nach Nordosten steigt das Terrain allmählich an; es erreicht an der nordöstlichen Gemeindegrenze mit 280 m über dem Meer die größte Höhe. Hier stand bis zum Ersten Weltkrieg ein Blockhaus.
Zu Xures gehört der nördlich des Ortskerns gelegene Weiler Le Prieure.
Nachbargemeinden von Xures sind Moncourt im Norden, Lagarde im Osten, Emberménil im Süden, Mouacourt im Westen sowie Coincourt im Nordwesten.

## Geschichte
Schwert und Schlüssel im Wappen von Xures erinnern an die Zugehörigkeit zur Abtei Senones im Ancien Régime.
Xures lag von 1871 bis 1914 an der Grenze zum Deutschen Reich. Mit dem Beginn des Ersten Weltkrieges wurde das Grenzdorf vollständig geräumt. Beim Rückzug der deutschen Truppen während des Zweiten Weltkrieges wurden 1944 alle 115 Bewohner von Xures nach Deutschland deportiert, von denen 25 starben.
Am 1. Januar 1973 wurde Xures zusammen mit den Nachbarorten Coincourt und Mouacourt nach Parroy eingemeindet. Diese Gemeindefusion wurde am 1. Januar 1987 wieder aufgehoben.

## Einwohnerentwicklung
| Jahr      | 1946 | 1954 | 1962 | 1968 | 1990 | 1999 | 2006 | 2016 | 2022 |
| Einwohner | 170  | 203  | 166  | 173  | 104  | 121  | 132  | 111  | 92   |

Im Jahr 1891 wurde mit 389 Bewohnern die bisher höchste Einwohnerzahl ermittelt. Die Zahlen basieren auf den Daten von cassini.ehess und INSEE.

## Sehenswürdigkeiten
- Kirche St. Christophorus (Église Saint-Christophe)
- Gefallenendenkmal
- Schiffsliegeplatz am Rhein-Marne-Kanal

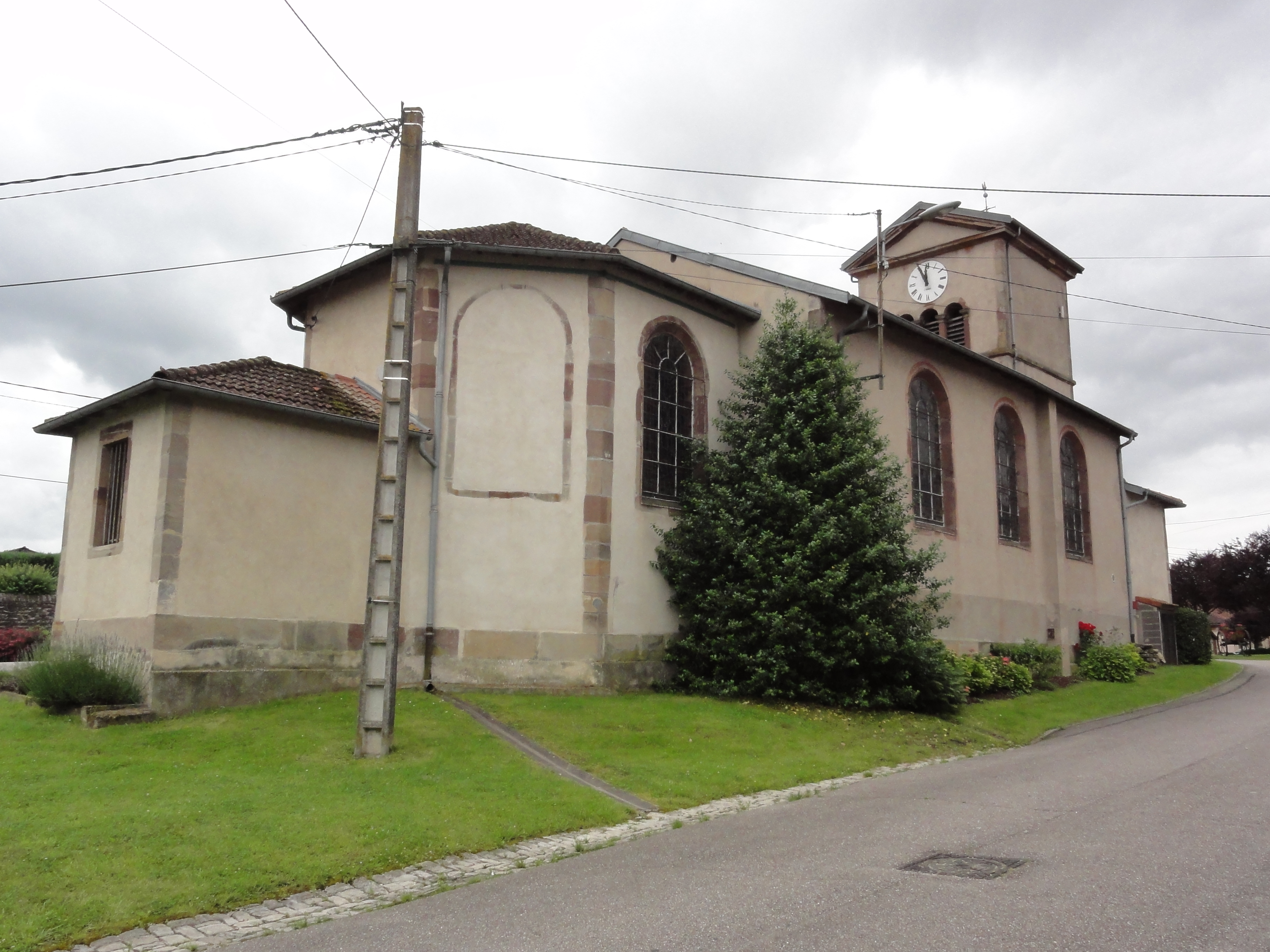
Kirche St. Christophorus
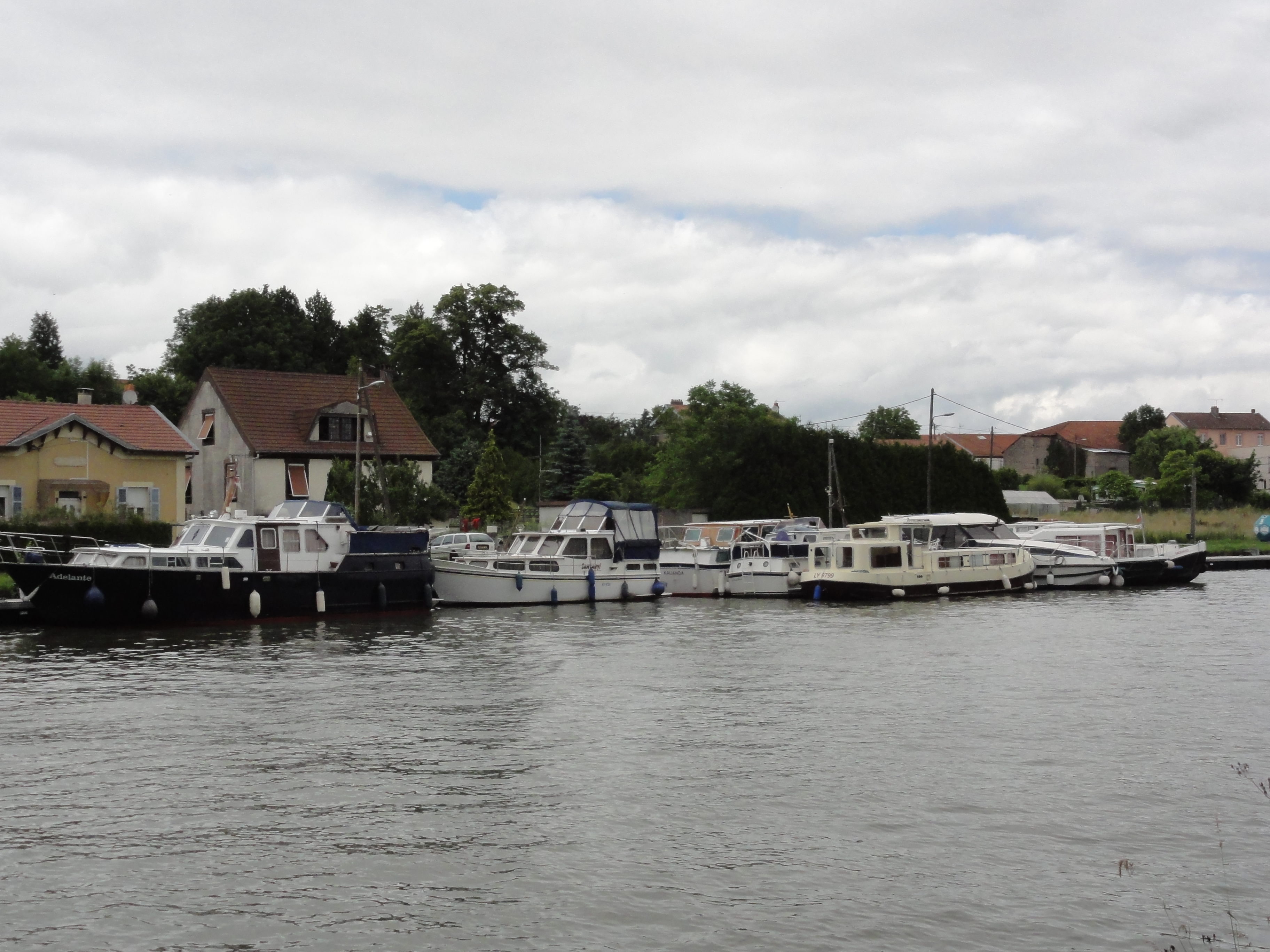
Schiffsanlegeplatz am Rhein-Marne-Kanal
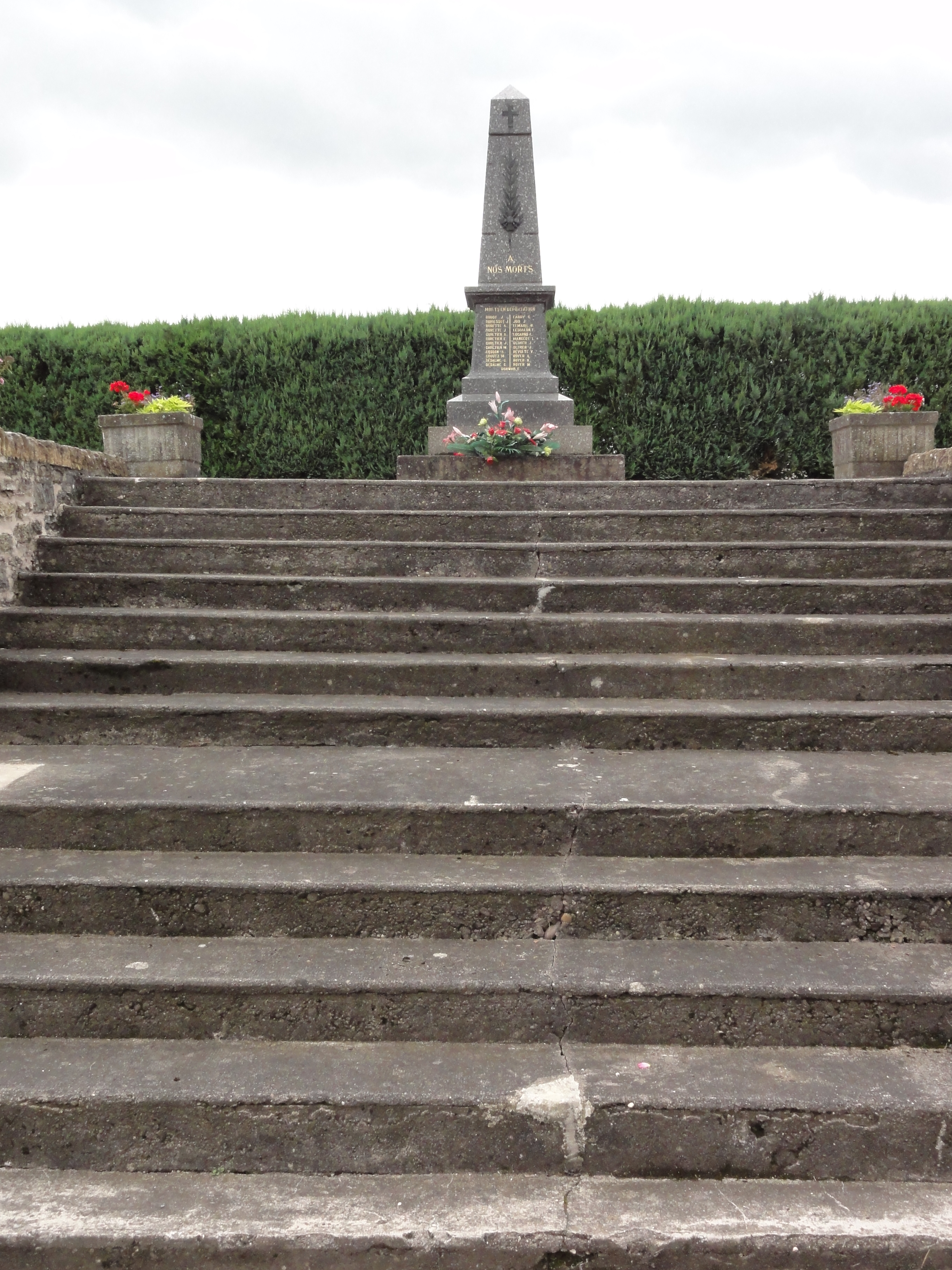
Gefallenendenkmal

## Wirtschaft und Infrastruktur
In Xures sind vier Landwirtschaftsbetriebe ansässig (Getreideanbau, Viehzucht).
Durch die Gemeinde Xures führt die Fernstraße von Dombasle-sur-Meurthe über Lagarde in Richtung Sarrebourg. Weitere Straßen verbinden das Dorf mit den Gemeinden Vaucourt und Moncourt. In der 20 Kilometer südlich gelegenen Gemeinde Thiébauménil besteht ein Anschluss an die autobahnartig ausgebaute RN 4 von Nancy nach Straßburg.

## Belege
1. ↑  Xures auf cassini.ehess
2. ↑  Xures auf INSEE
3. ↑  Landwirte auf annuaire-mairie.fr